# Чернышовка (Воронежская область)
Чернышовка — хутор в Россошанском районе Воронежской области.
Входит в состав Лизиновского сельского поселения.

## География
Расположен на реке Свинухе, к востоку (ниже по течению) от центра сельского поселения села Лизиновки. 
На хуторе имеется одна улица — Зелёная.

## Население
| 2010 |
| ---- |
| 212  |